# Чмелик, Янко
Янко Чмелик (серб. Јанко Чмелик, словац. Janko Čmelík; 16 ноября 1905, Стара-Пазова — 12 мая 1942, Сремска-Митровица) — югославский партизан словацкого происхождения, Народный герой Югославии.

## Биография
Родился 16 ноября 1905 в Старе-Пазове. Окончив начальную школу, устроился наёмным работником в сельское хозяйство. В юном возрасте вступил в рабочее движение, в 1935 году был принят в КПЮ. На съезде КПЮ в 1940 году был избран в Сремский окрком. Был инициатором крестьянского бунта в Старе-Пазове. Активно занимался вовлечением в партию и представителей словацкой общины в Югославии. В 1937 году стал секретарём Старо-Пазовского горкома КПЮ, в 1938 году стал и секретарём райкома, а в 1940 году стал представителем Сремского окружного комитета КПЮ. С 1939 года занимал должность председателя земельного объединения, которое занималось вопросом передачи государственных земель лицам, у которых нет своих участков.
В апреле 1941 года Чмелик добровольцем записался в Югославскую королевскую армию, в ходе боёв попал в плен, откуда сбежал в июне 1941 года. Вернулся в родное село, где и стал организатором антифашистского вооружённого выступления. Сыграл большую роль в создании Подунавского партизанского отряда, участвовал в организации побега 32 заключённых из тюрьмы в Сремске-Митровице.
В конце 1941 года Янко был арестован усташами, после серии пыток был отправлен в тюремную больницу Земуна, а затем и в тюрьму в Сремске-Митровице. Позднее переведён в Вуковар, где 2 мая 1942 был приговорён к расстрелу. Приговор был приведён в исполнение через 10 дней в Сремске-Митровице. Похоронен после войны в Сремске-Митровице. Звание Народного героя получил посмертно 25 октября 1943. В честь Чмелика была переименована школа в Старе-Пазове.